# Jakow Matwejewitsch Eliaschberg

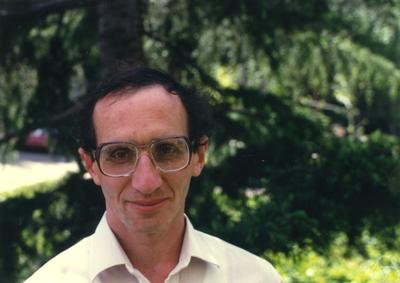
Jakow Eliaschberg (1988)

Jakow Matwejewitsch Eliaschberg (russisch Яков Матвеевич Элиашберг; englische Transkription Yakov Eliashberg; * 11. Dezember 1946 in Leningrad) ist ein russischer Mathematiker, der sich mit symplektischer Geometrie und Topologie beschäftigt. Sein älterer Bruder war der Theoretische Physiker Gerassim Matwejewitsch Eliaschberg.

## Leben
Eliaschberg promovierte 1972 bei Wladimir Abramowitsch Rochlin an der Universität Sankt Petersburg. Danach unterrichtete er bis 1979 an der Universität in Syktywkar in der sowjetischen ASSR der Komi. 1980 bis 1987 leitete er eine Entwicklungsgruppe für Computer-Software. 1988 wanderte er in die USA aus, wo er seit 1989 Professor für Mathematik an der Stanford University ist. Er war unter anderem Gastprofessor an der University of Pennsylvania, dem Institute for Advanced Study (Marston Morse Lectures 1996), der Texas A&M University. Sein älterer Bruder ist der Festkörperphysiker Gerasim Matveevich Eliashberg (* 1930).

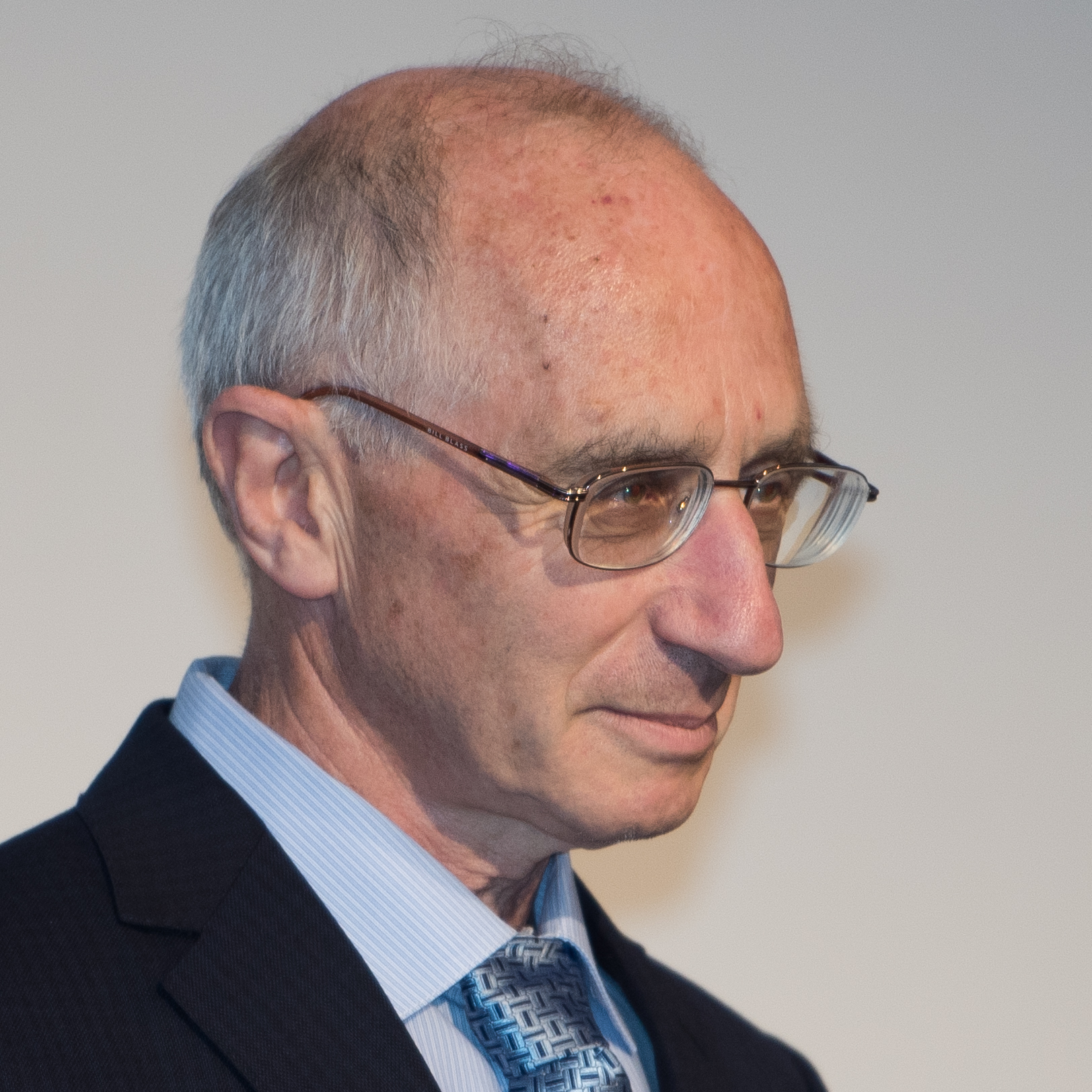
Yakov Eliashberg, Crafoord Prize Laureate in Mathematics 2016 at the Royal Swedish Academy of Sciences in Stockholm Sweden Maj 2016

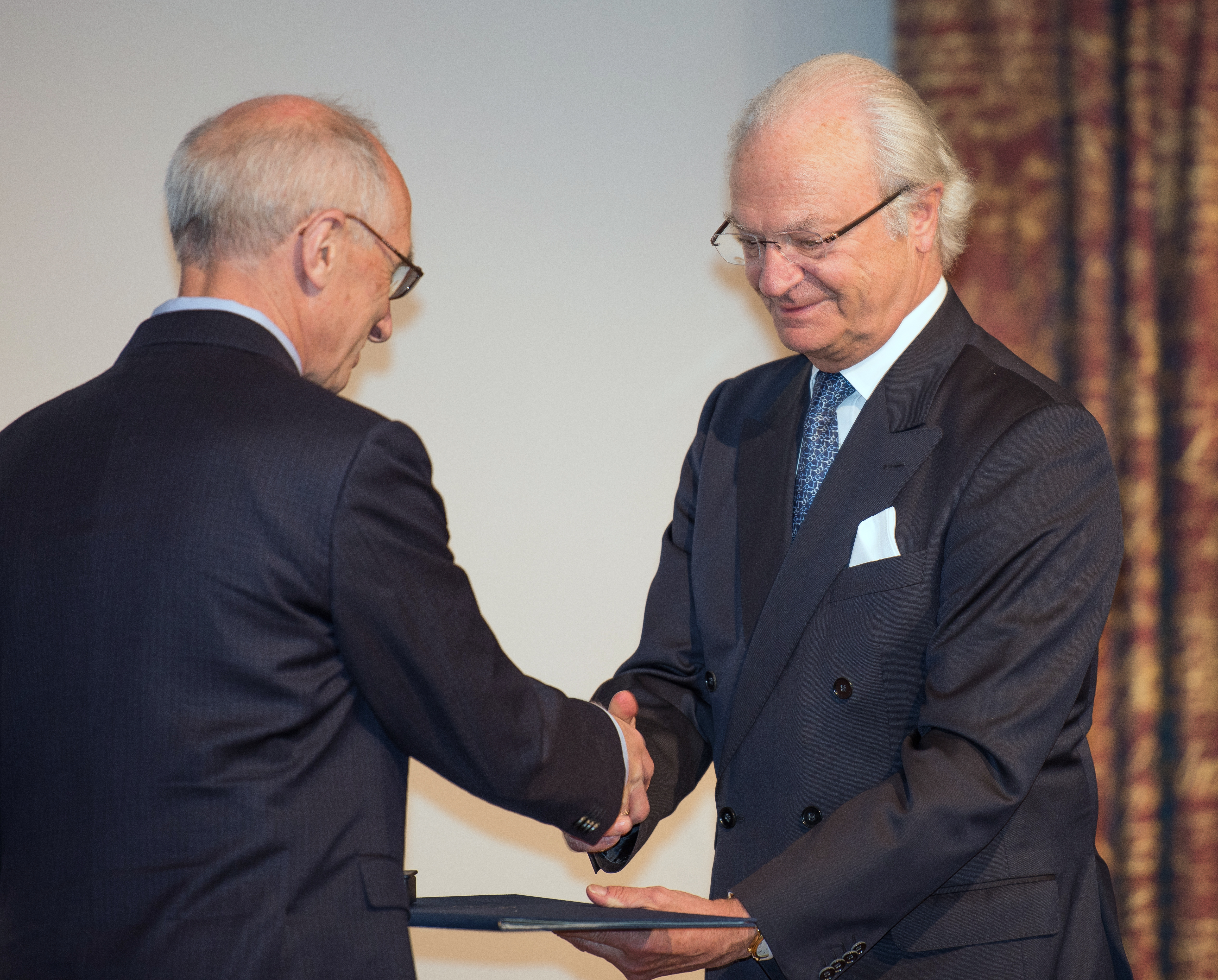
Yakov Eliashberg, Crafoord Prize Laureate in Mathematics 2016 at the Royal Swedish Academy of Sciences in Stockholm Sweden Maj 2016

## Werk
Eliaschberg war an der Entwicklung der symplektischen Topologie in den 1980er Jahren beteiligt und entwickelte die 3-dimensionale Kontakt-Topologie. Er beschäftigt sich auch mit der Anwendung von Methoden der symplektischen Geometrie in der Theorie der Funktionen mehrerer komplexer Variabler.

## Ehrungen und Mitgliedschaften
1972 erhielt er den Preis der Leningrader Mathematischen Gesellschaft. Er war 1986 in Berkeley (Combinatorial methods in symplectic topology) und 1998 (Invariants in contact topology) in Berlin Invited Speaker auf dem Internationalen Mathematikerkongress und 2006 in Madrid hielt er auf dem ICM einen Plenarvortrag (Symplectic field theory and its applications). 1995 war er Guggenheim Fellow. 2001 erhielt er den Oswald-Veblen-Preis. Er ist Fellow der American Mathematical Society und seit 2003 Mitglied der National Academy of Sciences. 2013 wurde er mit dem Heinz-Hopf-Preis ausgezeichnet, 2016 mit dem Crafoord-Preis. 2020 erhielt er den Wolf-Preis in Mathematik. 2021 wurde Eliaschberg in die American Academy of Arts and Sciences gewählt. Für 2023 wurde ihm ein BBVA Foundation Frontiers of Knowledge Award zugesprochen.

## Schriften
- Combinatorial methods in symplectic topology, Proc. ICM Berkeley 1986, American Mathematical Society 1987, S. 531–539
- Classification of overtwisted contact structures  on 3-manifolds, Inventiones Mathematicae, Band 98, 1989, S. 623–637
- Invariants in contact topology, Proc. ICM Berlin 1998, Band 2
- mit William Thurston: Confoliations. University Lecture Series, 13. American Mathematical Society, 1998
- mit Alexander Givental, Helmut Hofer: Introduction to Symplectic Field Theory, 2000, Arxiv
- mit Michail Leonidowitsch Gromow: Convex symplectic manifolds, Proc. Symp. Pure Math., Band 52, Teil 2, 1991, S. 135–162.
- mit Michail Gromow: Lagrangian Intersection theory : Finite dimensional approach, Amer. Math. Soc. Transl. (2), Band 186, 1998, S. 27–118
- mit Michail Gromow: Lagrangian intersections and the stable Morse theory, Boll. Unione Mat. Ital., VII. Ser., B 11 Suppl. 1997, S. 289–326.
- mit  Nikolai M. Mishachev: Introduction to the h-principle, American Mathematical Society 2002